# Cimetière militaire britannique de Saulcourt
Le cimetière militaire britannique de Saulcourt (Saulcourt Churchyard Extension) est un cimetière militaire de la Première Guerre mondiale situé sur le territoire de la commune de Guyencourt-Saulcourt (Somme).

## Localisation
Ce cimetière est situé derrière l'église de Saulcourt, à côté du cimetière communal.

## Historique
Guyencourt-Saulcourt fut occupé par les Allemands dès le début de la guerre le 28 août 1914. Situé à l'avant de la ligne Hindenburg, le village fut complètement rasé lors du repli des troupes allemandes. Le village a été capturé au début d'avril 1917, perdu en mars 1918 et repris définitivement en octobre 1918.

## Caractéristiques
Ce cimetière a été commencé par les troupes britanniques en avril 1917 et utilisé par intervalles jusqu'en septembre 1918. Le cimetière contient maintenant 103 sépultures de soldats britanniques de la Première Guerre mondiale, dont 33 ne sont pas identifiés et les tombes de 7 soldats allemands.

## Galerie

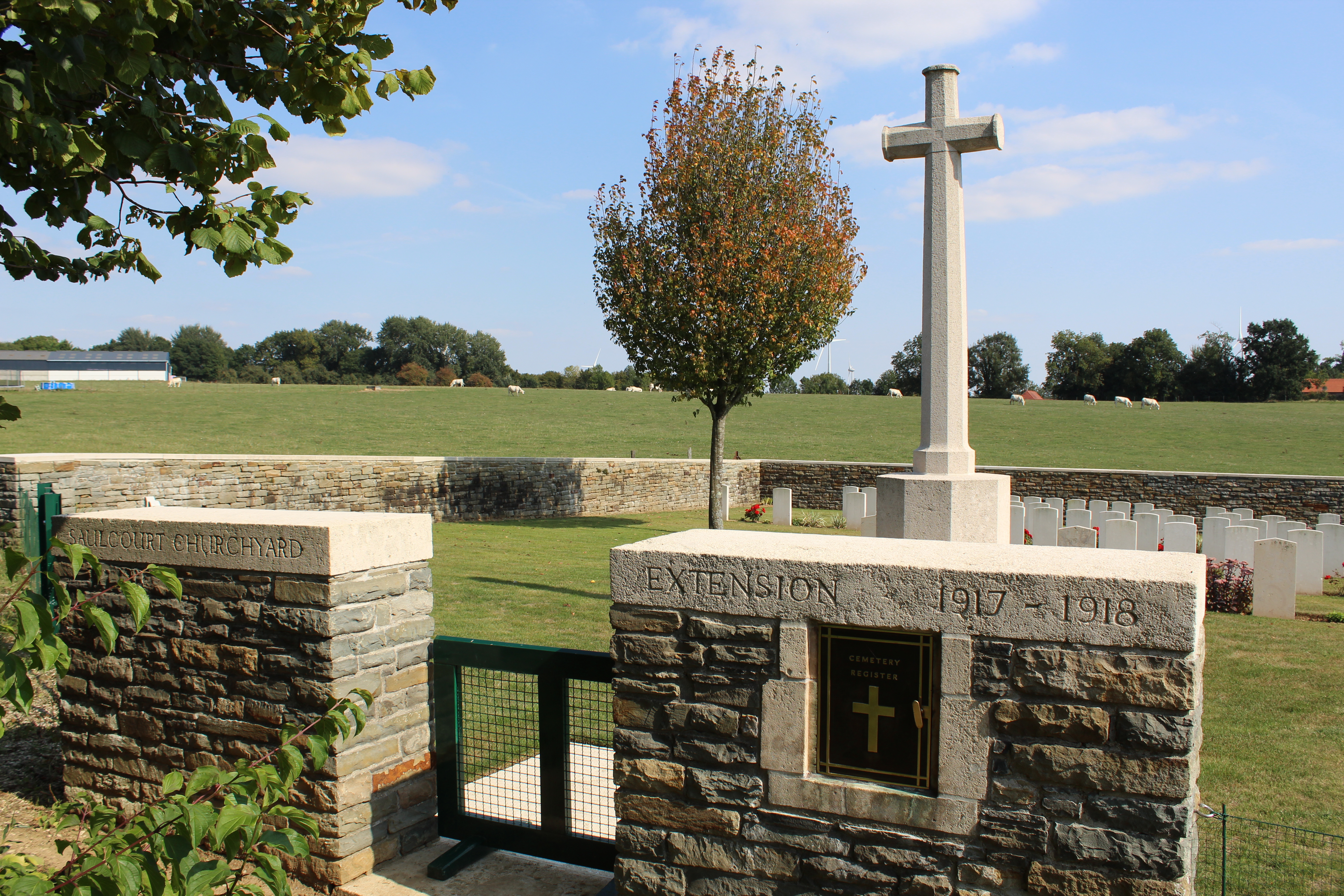
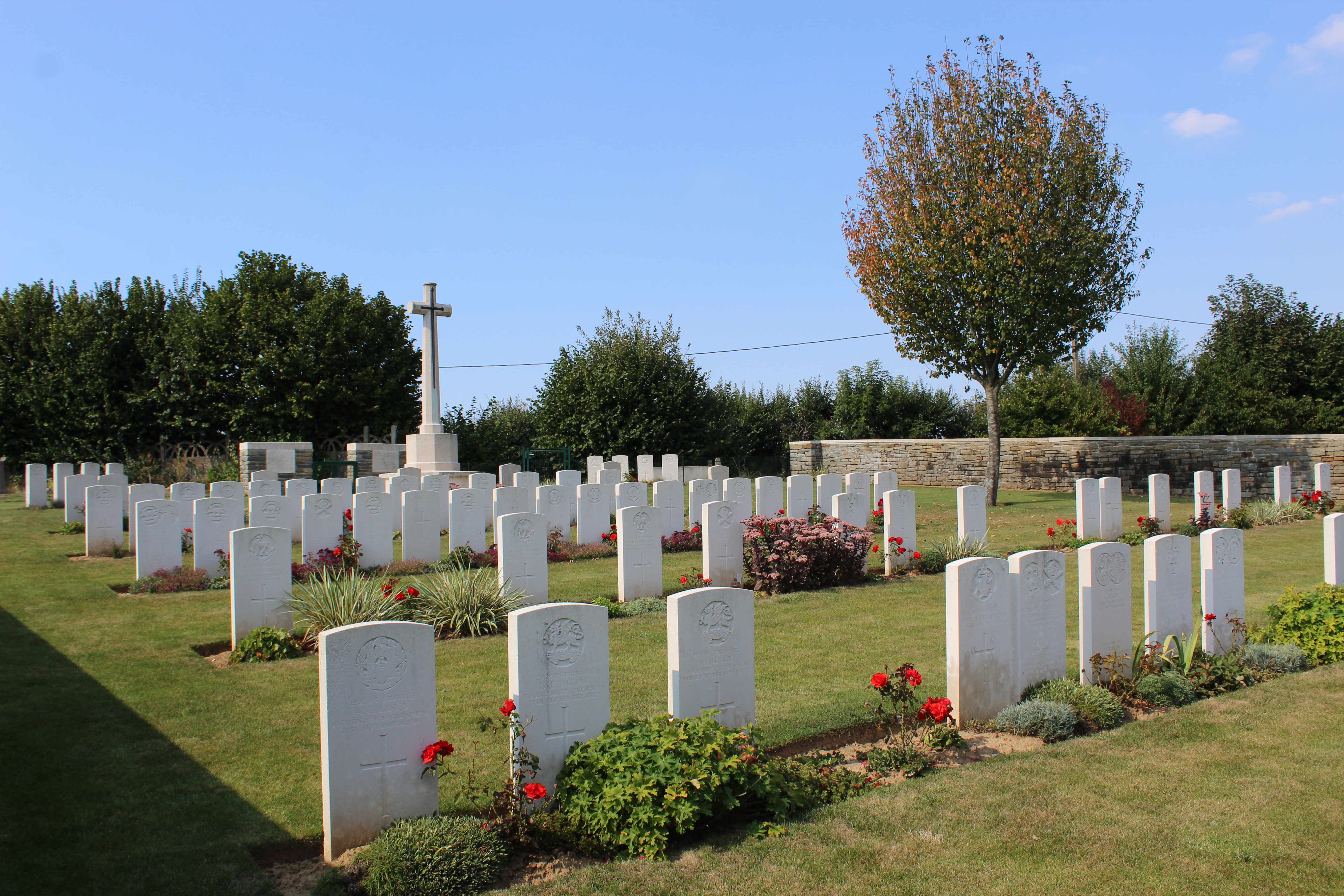
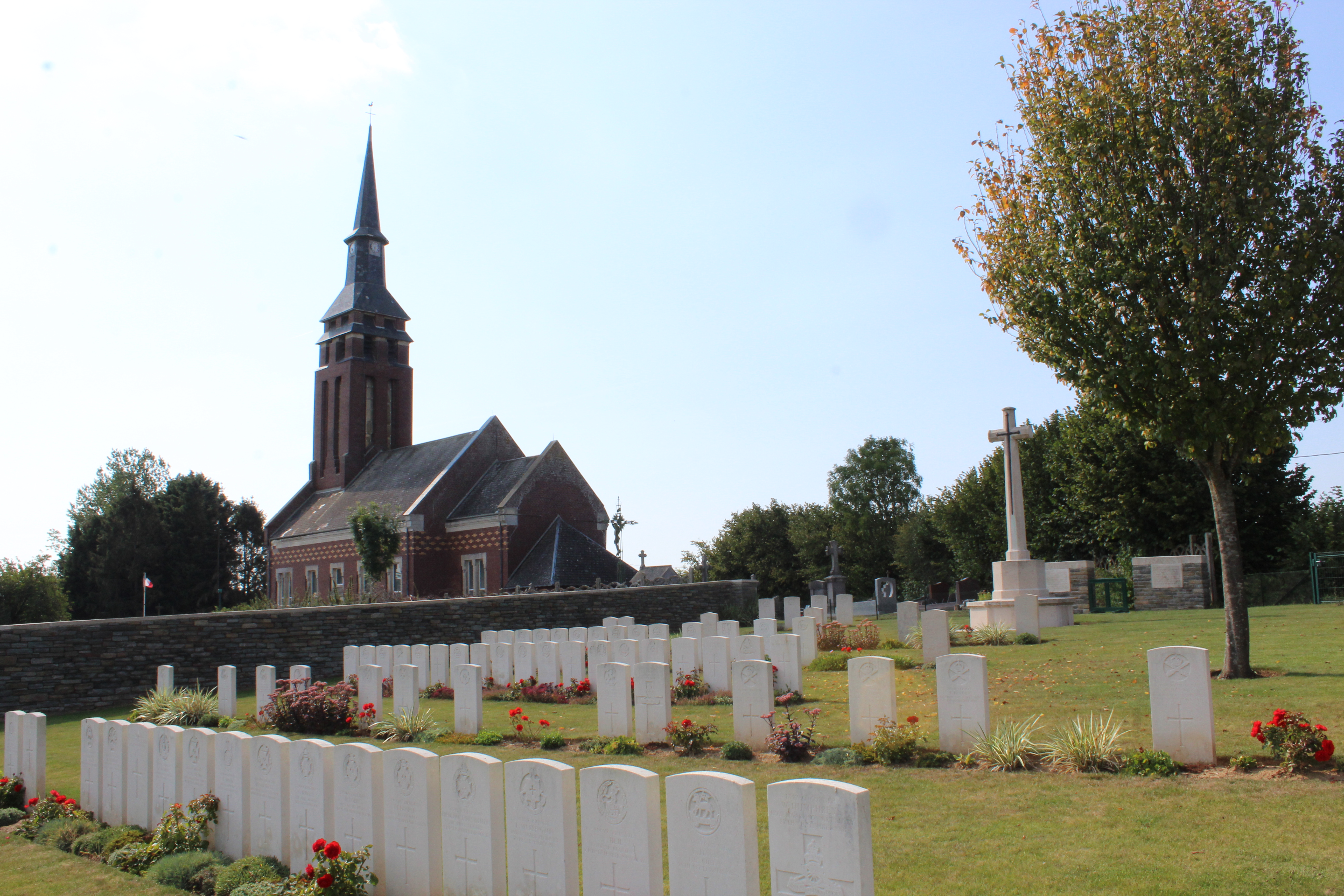
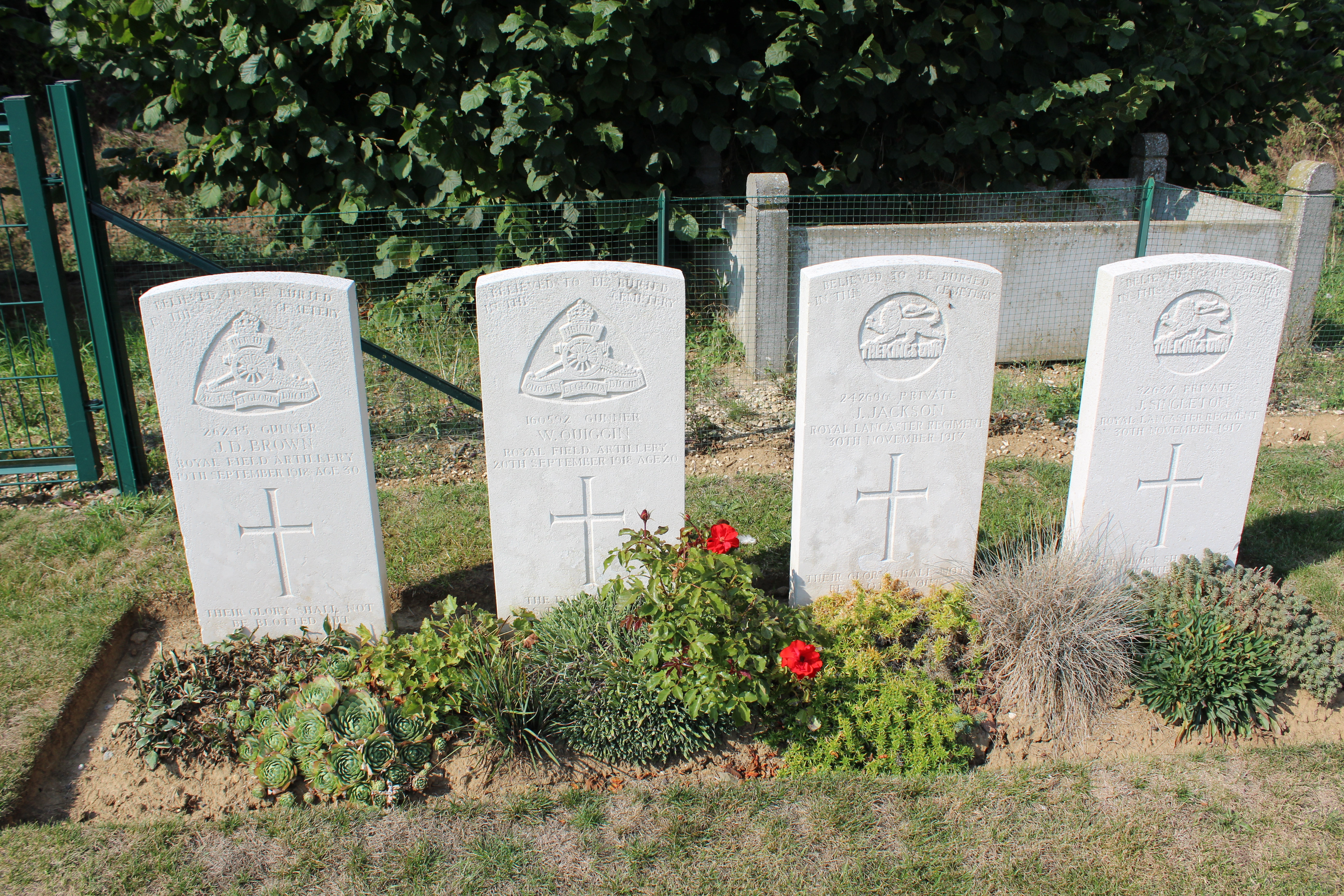

## Sépultures
| Pays        | Sépultures |
| ----------- | ---------- |
| Royaume-Uni | 103        |
| Allemagne   | 7          |
| Total       | 110        |